# Казан-хан
Казан-хан (*д/н — 1346) — останній хан єдиного Чагатайського улусу в 1342—1346 роках.

## Життєпис
Походив з династії Чингізидів. Син Ясавура, що був сином Хубея (онука Алгу, хана Чагатайського улуса). Батько Халіла у 1316 році повстав проти хана Есун-Буки, намагаючись затвердитися у Мавераннахрі. Лише у 1320 році наступник хан Кепек переміг та стратив Ясавура.
У 1341 році, скориставшись послабленням центрального уряду через хворобу хана Єсун-Тимура, Казан-хан зумів закріпитися в бадахшані, а потім захопив місто Термез. Тоді ж починає карбувати монети з власним ім'ям або спільно з братом Халілом, що зміцнився у Бухарі та Самарканді. Після здобуття останнім ханської влади той зробив Казан-хана співволодарем.
У 1344 році після поразки і полону хана Халіла, Казан-хан виступив проти іншого співправителя — Мухаммеда I, якого здолав у 1345 році. Відтак об'єднав державу під власною орудою. Головне завдання вбачав у відновленні сильної влади хана і централізації улусу. Для цього переніс столицю до міста Карші, поблизу нього вибудував палац Зенджир-Сарай, який розглядав як базу в протистоянні з тюрко-монгольською знаттю, що за часів розгардіяшу набула значної ваги. Невдовзі повстав моногольський бек Казаган, який рушив проти Казан-хана, але той у місцевості Салі-Сарай біля річки Амудар'я завдав суперникові поразки. Це дозволило Казану на деякий час приборкати знать.
У 1346 році Казаган, отримавши допомогу від Нікудерійської орди, знову вдерся до чагатайської держави. У битві неподалік від залізних брам (прохід від Балху на північ) хан зазнав поразки й загинув або був вбитий переможцем — Казаганом. Останній захопив владу, яку не визнали у східних областях. В результаті Чагатайський улус розпався на західну (Трансоксіану) і східну (Могулістан) частини.